# Elias Freitas
Elias Freitas, Kampfname Makikit (Tetum für Habicht oder Adler), ist ein Politiker aus Osttimor. Er ist Mitglied der FRETILIN.
Freitas war im Befreiungskrieg gegen Indonesien stellvertretender Kommandant einer Kompanie, wofür er 2006 mit dem Ordem das Falintil ausgezeichnet wurde.
Bei den Wahlen zur Verfassunggebenden Versammlung am 30. August 2001 gewann Freitas das Direktmandat des Distrikts Baucau mit 85,97 % der Stimmen.
Mit der Unabhängigkeit Osttimors am 20. Mai 2002 wurde die Versammlung zum Nationalparlament und Freitas Abgeordneter. Hier war er Mitglied der Kommission G (Kommission für Infrastruktur).
Bei den Neuwahlen im Juni 2007 trat Freitas nicht mehr an.